# Vierge à l'Enfant avec anges
Vierge à l'Enfant avec anges – en italien, Madonna con Bambino e angeli – est un tableau attribué au peintre florentin Sandro Botticelli et réalisé en 1465-1470. Cette huile et tempera sur bois de peuplier est une Vierge à l'Enfant qui représente Marie assise sur un coussin, l'Enfant Jésus reposant sur son ventre et deux anges se tenant debout derrière lui dans un intérieur agrémenté d'une guirlande, selon une composition qui s'inspire pour partie de celle de La Lippina signée par Fra Filippo Lippi, le maître de l'artiste. L'œuvre est conservée à la National Gallery of Art, à Washington, aux États-Unis depuis 1943 par un don issu de la Kress collection.